# Harpella tica
Harpella tica är en svampart som beskrevs av Lichtw. 1998. Harpella tica ingår i släktet Harpella och familjen Harpellaceae.   Inga underarter finns listade i Catalogue of Life.